# Жукова, Мария Аркадьевна
Мария Аркадьевна Милютина (Жукова) (род. 2 февраля 1973) — российская актриса театра и кино, продюсер, режиссёр, издатель.

## Биография
Родилась 2 февраля 1973 года в якутском городе Алдан. Играла в местном ТЮЗе. Начала сниматься в кино с 1991 года. 
Работала с хореографом Егором Дружининым, в пластической драме «Всюду жизнь!» Участвовала в театральной постановке Кирилла Левшина «Первая любовь».
Занимается изданием журнала «DE I / DESILLUSIONIST» (ДеИллюзионист). Организует различные культурные мероприятия.
После замужества взяла фамилию Милютина. Есть сын.
Наиболее известна по роли наркозависимой «тусовщицы» Кэт в фильме Алексея Балабанова «Брат», за которую получила гран-при на фестивале «Кинотавр».
Работает продюсером арт-проекта «Шекспир-Тайна-400».

## Фильмография

### Актриса
- 1991 — «Пьющие кровь» — госпожа Митич
- 1996 — «Злая судьба» (фильм-спектакль) — Сантина
- 1997 — «Брат» — «тусовщица» Кэт, наркозависимая
- 1997 — клип группы «Nautilus Pompilius» «Во время дождя» — девушка в кинотеатре[4]
- 2002 — «Светские хроники» (Лежачего не бьют/4-я серия) — Маргарита
- 2007 — «Кто в доме хозяин?» (Золотые руки/143-я серия) — Ольга (в титрах Мария Милютина)
- 2008 — «My Tube!» — главная роль
- 2017 — «Затмение» — эпизод
- 2017 — «Троцкий» — секретарь Троцкого

### Режиссёр
- 2008 — «My Tube!»[5]
- Сделала несколько режиссёрских постановок в цирке Никулина.

### Озвучивание
- 2002 — «Дама в очках, с ружьём, в автомобиле» (Латвия, Россия) — Мари

## Награды и призы
- 1997 - гран-при на фестивале «Кинотавр» за роль в фильме «Брат»
- 2009 — приз «неформат года» на кинофестивале «Киношок» за экспериментальный видео-фильм «My Tube!».